# Пам'ятник Тарасові Шевченку (Єреван)
Пам'ятник Тарасові Шевченку (вірм. Տարաս Շևչենկոյի հուշարձան) — пам'ятник, споруджений на честь поета, прозаїка, художника та етнографа Тараса Григоровича Шевченка, у столиці Вірменії — Єревані.

## Історія
Спорудити пам'ятник у шостому секторі Кільцевого бульвару планувалося за рішенням мера столиці від 12 вересня 2002 року на ділянці у 300 квадратних метрів. У 2003 році в Єревані був закладений камінь на місці майбутнього пам'ятника.
Під час зустрічі замісника голови Верховної Ради України Миколи Томенка із послом України у Вірменії Іваном Кухтою у 2011 році обговорювалося питання установлення пам'ятника. «З погляду історії було б справедливим і правильним, щоб до 2014 року — 200-річчя із дня народження Тараса Шевченка — у Єревані відкрили пам'ятник письменнику», — відмітив віце-спікер українського парламенту. У травні 2013 року пам'ятник було встановлено. Архітектором скульптури є Саргіс Сардарян, автором проекту — Володимир Петросян. Урочисте відкриття пам'ятника відбулося тільки 13 жовтня 2018 року.
Щорічно біля пам'ятника українською діаспорою проводяться заходи святкування річниці з дня народження Тараса Григоровича Шевченка.